# Eva-Maria Lemke (Politikerin)
Eva-Maria Lemke, seit 1988 auch Lemke-Schulte, (* 16. Oktober 1948 in Hamburg) ist eine Bremer Politikerin. Sie war in Bremen Senatorin.

## Biografie
Lemke absolvierte nach der mittleren Reife 1967 die Höhere Handelsschule. Sie war nach ihrer Schulzeit Mitarbeiterin einer Hamburger Werbeagentur. Ab 1969 war sie für den Allgemeinen Studentenausschuss (AStA) der Universität Hamburg tätig. 1971 zog sie nach Bremen und war als Verwaltungsangestellte bei der Lehrerausbildung an der Universität Bremen bis 1976 beschäftigt. Ab 1976 legte sie eine berufliche Pause ein.
Lemke war mit dem damals als wissenschaftlicher Mitarbeiter an der Universität Bremen tätigen, danach früheren Manager von Werder Bremen und später bremischen Bildungs- und Innensenator Willi Lemke verheiratet. Sie trägt seit 1988 nach ihrer zweiten Heirat den Namen mit Lemke-Schulte.

### Politik
Lemke ist seit 1971 Mitglied der SPD. Sie war bis 1984 Vorsitzende des bremischen Ortsvereins Peterswerder und von 1978 bis 1981 im Vorstand des Unterbezirks Bremen-Ost der SPD. 
Von 1979 bis 1984 war sie Mitglied der Bremer Bürgerschaft und zugleich Mitglied und zeitweise Sprecherin in den Deputationen für Soziales und für Umweltschutz. 
Ab Januar 1984 wurde sie nach dem Tode von Senatorin Hede Lütjen (SPD) in den Senat unter Führung von Hans Koschnick (SPD) als Senatorin für Umweltschutz berufen. Sie war damit die bis dahin jüngste Ministerin bzw. Senatorin in der Bundesrepublik. Vom Dezember 1985 bis 1987 war sie auch Arbeitssenatorin. Von 1987 an wurden dem Umweltressort auch die Aufgaben des Bauwesens und der Stadtentwicklung übertragen. 1989 wurde eine Trennung der Zuständigkeiten vollzogen und Lemke blieb Senatorin für Umweltschutz und Stadtentwicklung. In der Ampelkoalition (SPD, Bündnis 90/Die Grünen, FDP) von 1991 bis 1995 unter Führung von Klaus Wedemeier (SPD) übernahm Ralf Fücks von den Grünen das Ressort Umweltschutz und Stadtentwicklung, Lemke wurde Senatorin für das Bauwesen. Diese Koalition zerbrach 1995 vorzeitig, und bei den Neuwahlen verlor die SPD heftig. In der Rot/Schwarzen Koalition von SPD und CDU unter Führung von Henning Scherf (SPD) übernahm Bernt Schulte (CDU) das Bauressort und Lemke schied 1995 aus dem Senat aus.

### Weitere Mitgliedschaften
- 2008 wurde Lemke-Schulte zur Vorsitzenden des Rundfunkrates von Radio Bremen gewählt, als Nachfolgerin von Reinhard Metz (CDU). In dieser Funktion war sie Mitglied der Gremienvorsitzendenkonferenz der ARD.
- Sie ist seit 2008 Präsidentin der Arbeiterwohlfahrt (AWO) in Bremen als Nachfolgerin von Andreas Weichelt (SPD).